# Свято-Параскевський храм (Олександрівка)
Церква Святої Параскеви П'ятниці — дерев'яна церква, пам'ятка архітектури національного значення в селі Олександрівка (колишня назва Шандрово), Хустського району, Закарпатської області.

## Архітектура

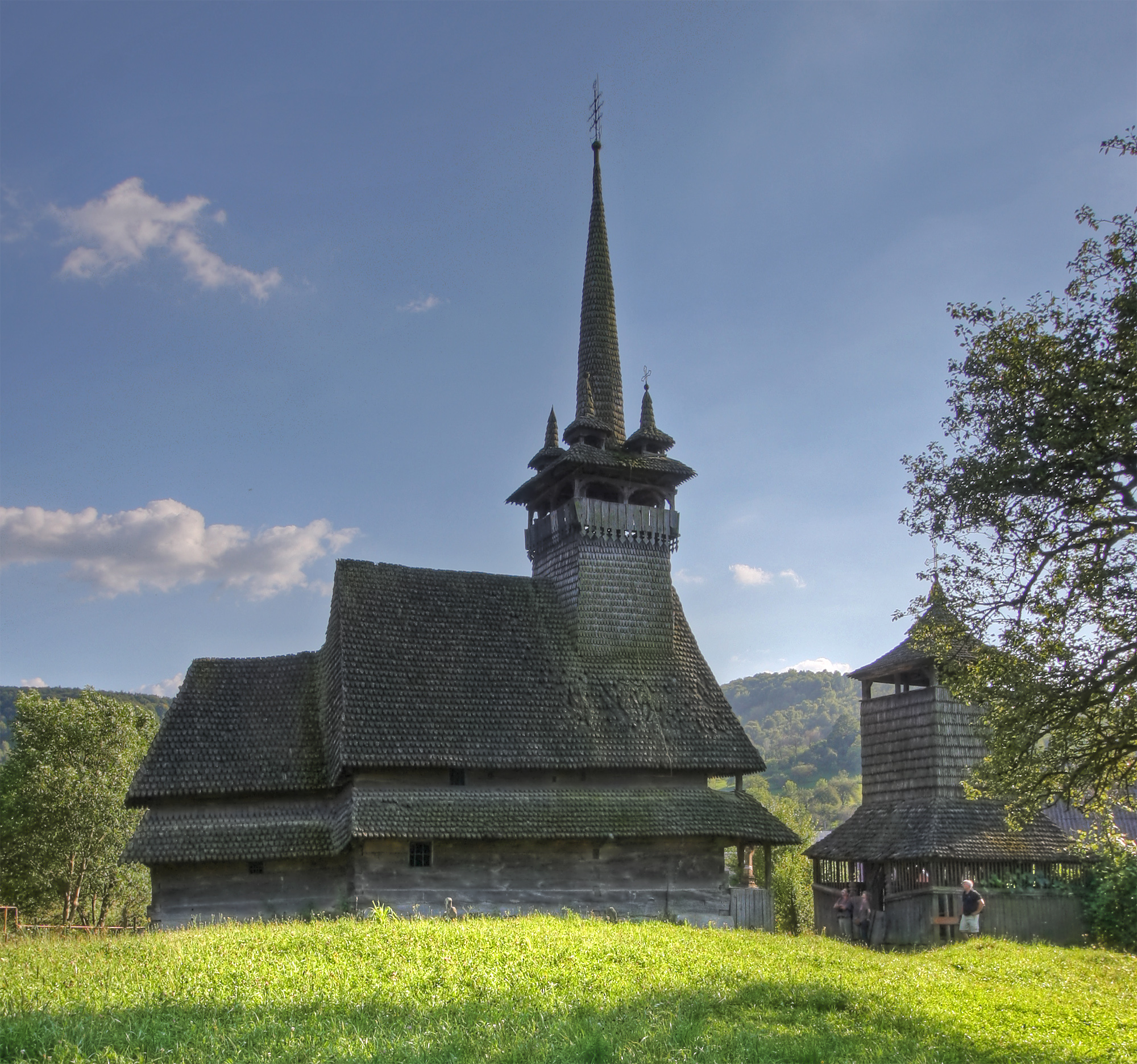
Церква та дзвінниця

За зовнішнім виглядом церква схожа на храми мармарошської готики з Сокирниці, Крайниково, Данилово, проте має деякі свої характерні особливості. Тут вертикалізм не настільки виражений, знайдено рівновагу між вертикальною лінією вежі зі шпилем та горизонтальними лініями нави й вівтаря.
Церква двозрубна, тридільна, з видимим нахилом стін до середини. Вежа з чотирма фіалами біля оснування шпиля височіє над західним зрубом. На головному фасаді — відкритий ґанок з арковою галереєю. 
В олександрівській церкві є багаті, найповніші та найліпше збережені настінні розписи, виконані у 1779 році майстром Стефаном Теребельським, і малювання народних майстрів. Про це повідомляє напис на західній стіні нави. 
Колись бабинець, з плоскою стелею, від нави з високим арковим склепінням відділяла зрубна стіна з відкритим порталом. Усередині XIX століття прохід було збільшено. Вівтарний зруб відгороджено чотирирядним іконостасом XVIII сторіччя.
У 2002 році частковою реставрацією храму займався Львівський інститут археології, та через відсутність фінансування проект призупинили. Одна з перлин Закарпаття в катастрофічному стані,іде поступовий занепад і саморуйнація.

## Історія
Чи не найдавніша з них церква св. Парасковії в с. Олександрівка, яка носить явні ознаки стилю будівничих XV-XVI століть, хоч вперше згадується про неї в записці мукачівського єпископа Ольшанського за 1751 рік.
В радянські часи церква охоронялась як пам'ятка архітектури Української РСР (№ 220). В 2018 році церква визнана об’єктом культурної спадщини національного значення, який внесено до Державного реєстру нерухомих пам’яток України (№ 070044).  

## Світлини

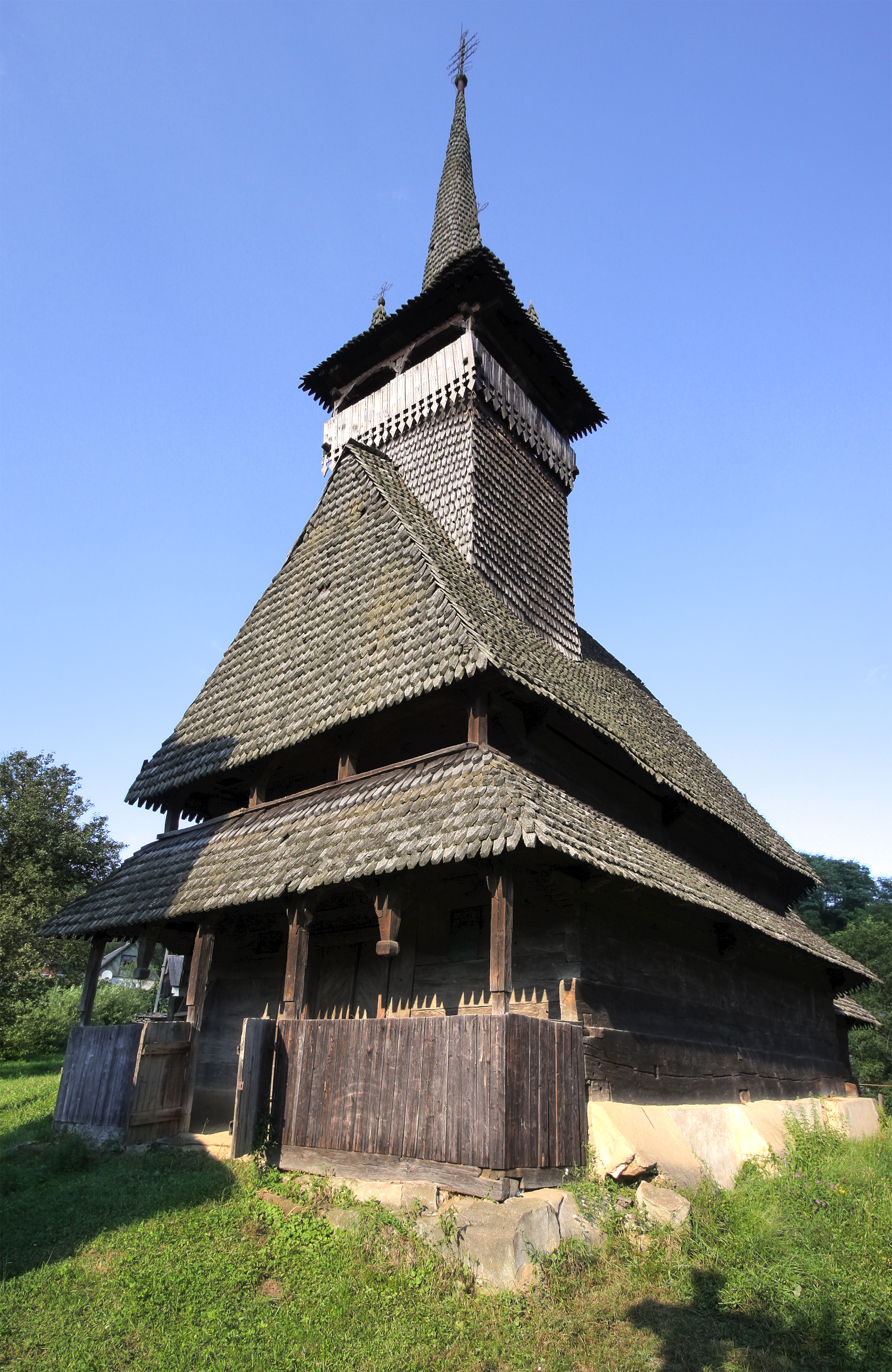
Фасад церкви
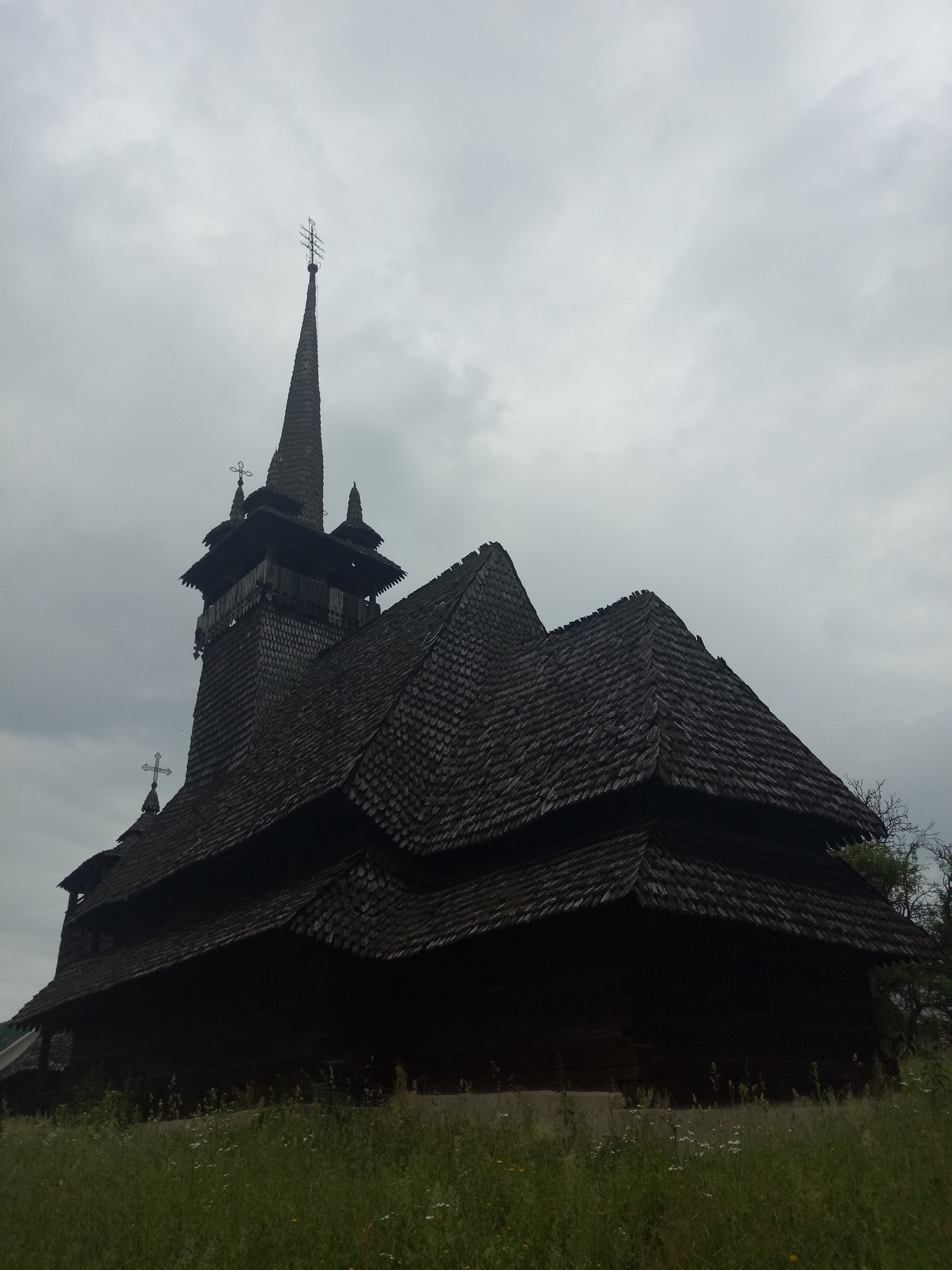
Церква в с. Олександрівка
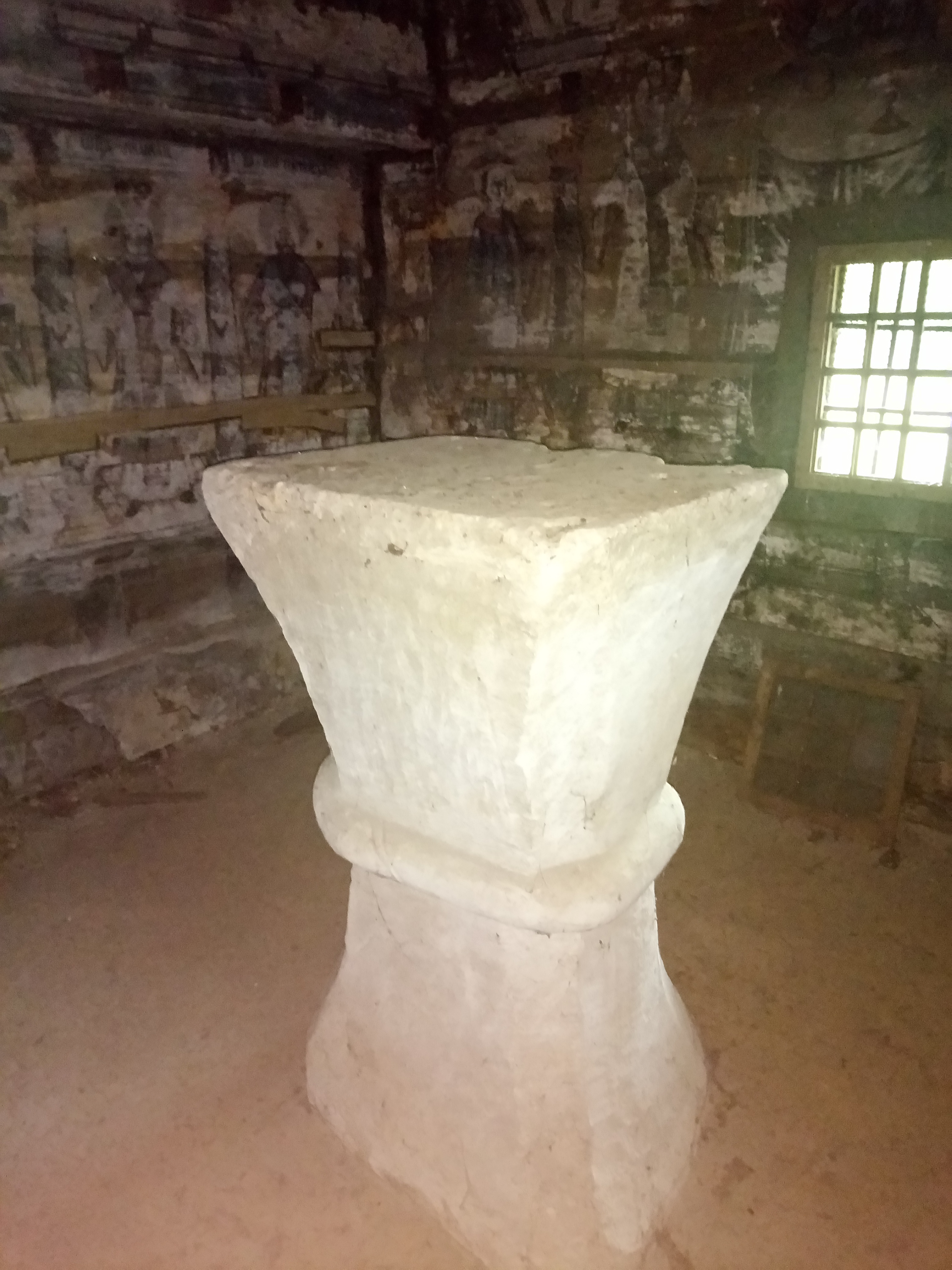
Престол
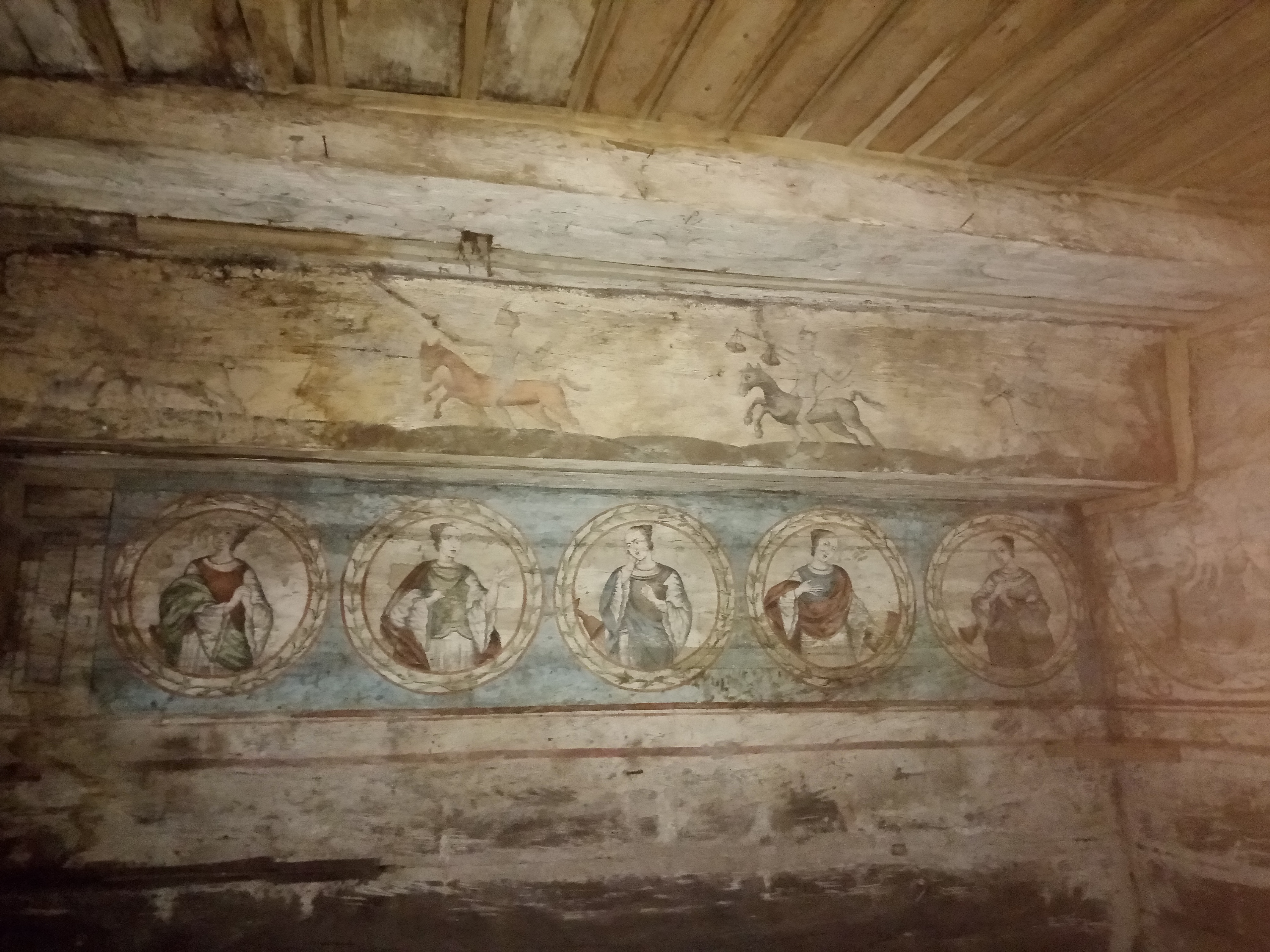
Розспис стін в церкві
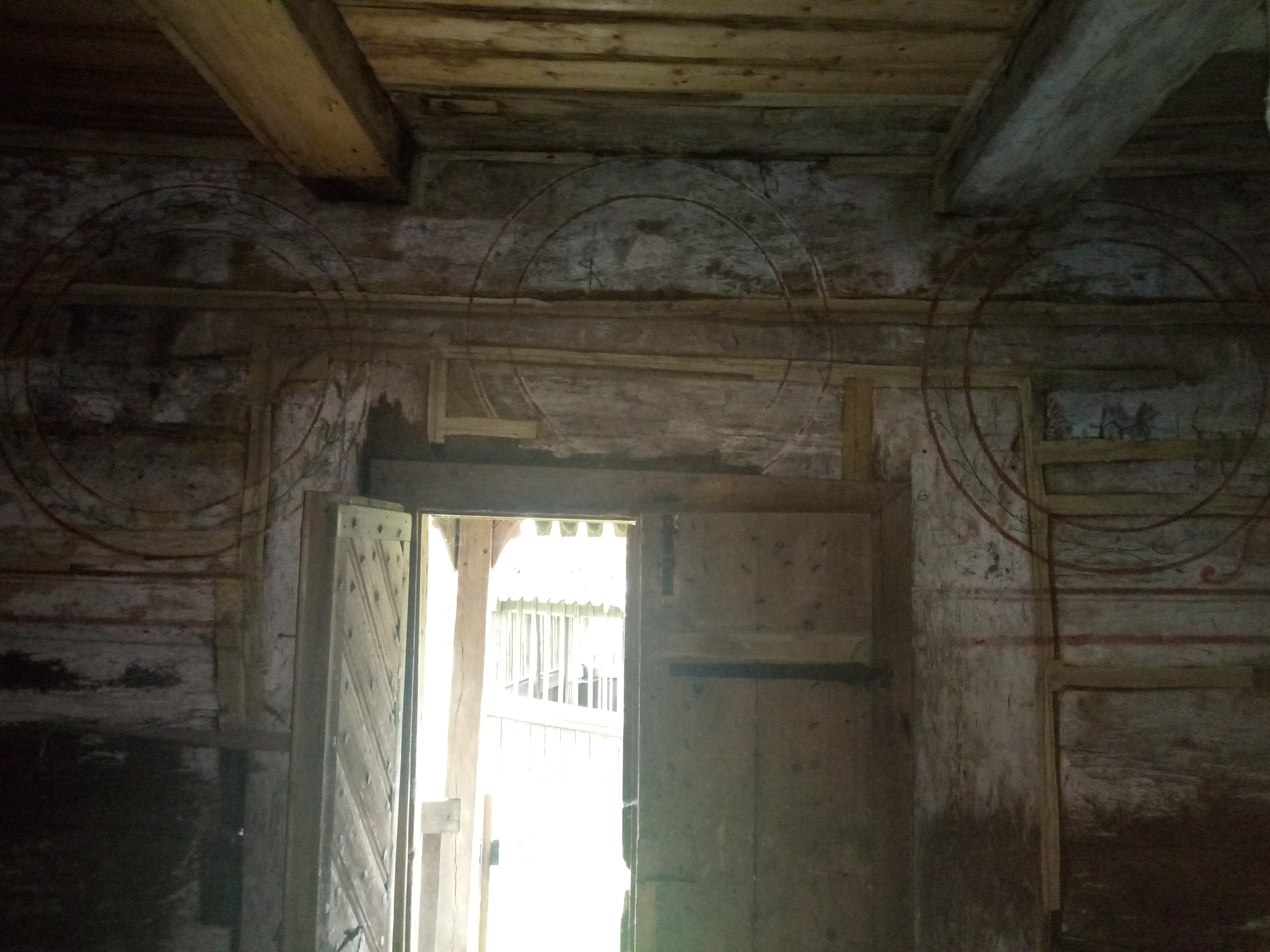
Розспис стін в церкві
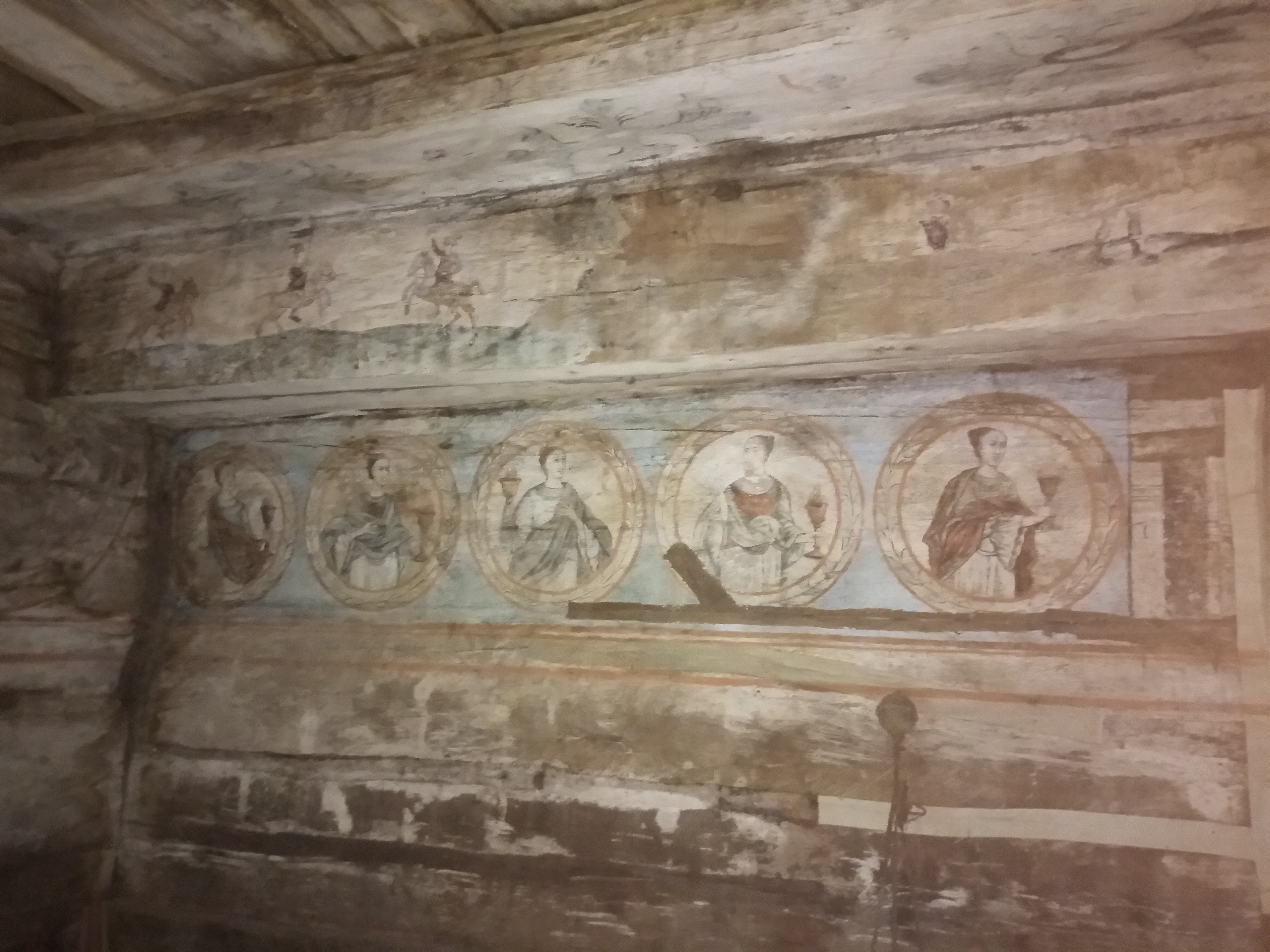
Розспис стін в церкві
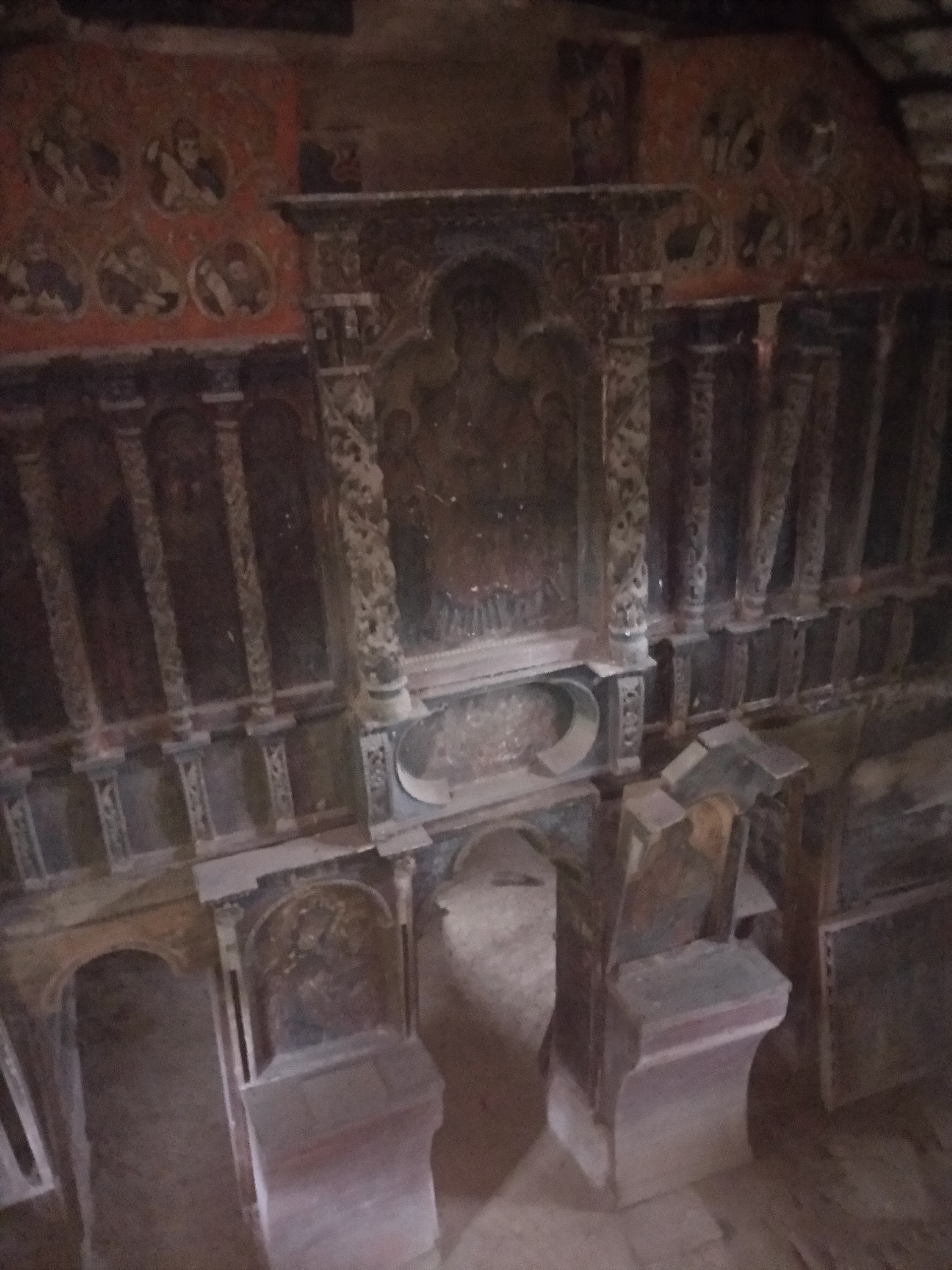
Церква Олександрівка іконостас вигляд з хорів
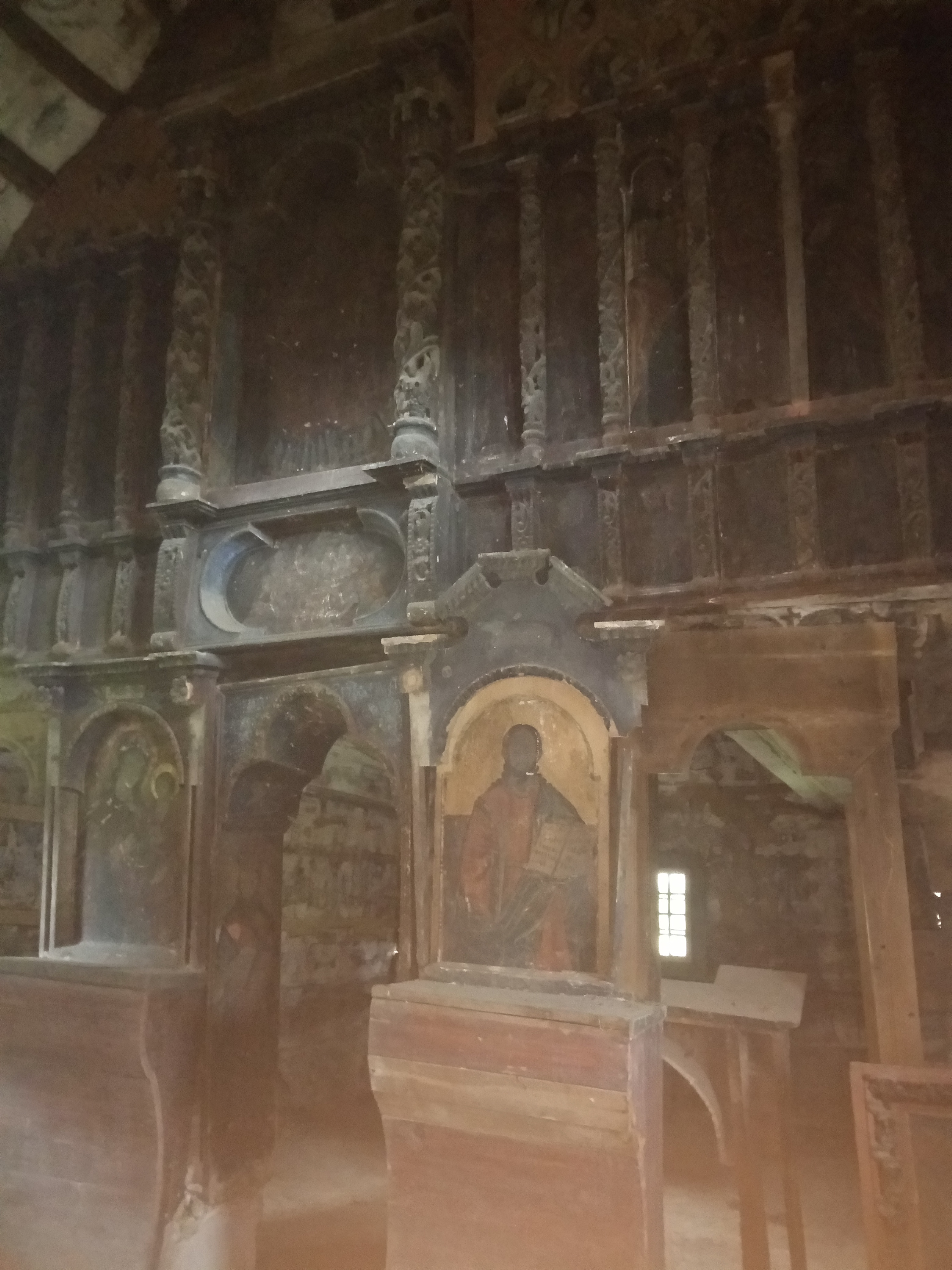
Іконостас в церкві